# Franck Badiou
Franck Badiou (Vitry-sur-Seine, 24 de março de 1967) é um atirador olímpico francês, medalhista olímpico.

## Carreira
Franck Badiou representou a França nas Olimpíadas de 1988 a 2000. Conquistou a medalha de prata em 1992, na Carabina de ar 10 m.